# Johann Leopold von Bärenklau

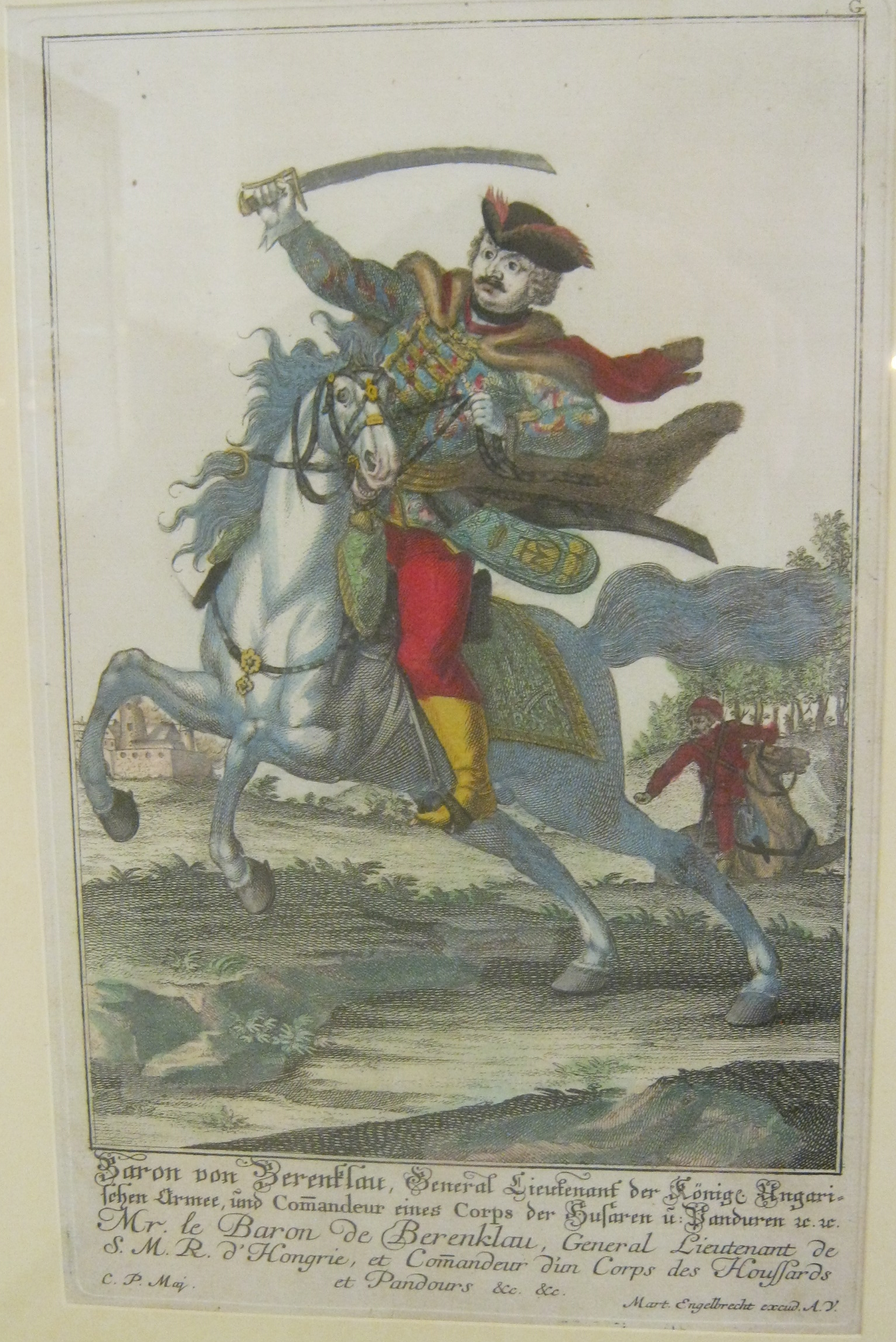
Baron von Bärenklau (ingekleurde ets van Martin Engelbrecht)

Johann Leopold baron von Bärenklau zu Schönreith (1700 - Rottofreno, 10 augustus 1746) was een Habsburgs militair.
Johann Leopold von Bärenklau werd geboren in het Hertogdom Brieg (huidige Brzeg in Polen). Op zijn 36e werd hij kolonel in de generale staf en hij vocht in de Oostenrijks-Turkse Oorlog (1737-1739). Hij diende als veldmaarschalk-luitenant in het Oostenrijkse leger tijdens de Oostenrijkse Successieoorlog. In de eerste jaren van de oorlog was hij actief in Beieren. Hij werd in 1746 naar het front in Italië gestuurd waar hij een korps van huzaren en pandoeren leidde tegen de Franse en Spaanse legers. Hij werd dodelijk gewond door een musketkogel tijdens de door de Oostenrijkers gewonnen Slag bij Rottofreno.